# Santiago Lange
Santiago Lange, född den 22 september 1961 i San Isidro, Argentina är en argentinsk seglare.
Han tog ett OS-brons i tornado under de olympiska seglingstävlingarna 2004 i Aten.
Lange tog ytterligare en bronsmedalj i tornado i samband med de olympiska seglingstävlingarna 2008 i Qingdao i Kina.
Vid de olympiska seglingstävlingarna 2016 i Rio de Janeiro tog han en guldmedalj i Nacra 17. Senare samma år tilldeades Lange priset ISAF World Sailor of the Year.